# Ducula melanochroa
Ducula melanochroa là một loài chim trong họ Columbidae.